# Österrike i olympiska vinterspelen 1976
Österrike deltog i olympiska vinterspelen 1976; Österrike var även värdnation. Österrikes trupp bestod av 77 idrottare varav 63 män och 14 kvinnor. Den yngsta av Österrikes deltagare var Claudia Kristofics-Binder (14 år och 128 dagar) och den äldsta var Herbert Wachter (35 år och 283 dagar).

## Medaljer

### Guld
- Alpin skidåkning
  - Störtlopp herrar: Franz Klammer
- Backhoppning
  - Stora backen herrar: Karl Schnabl

### Silver
- Alpin skidåkning
  - Störtlopp damer: Brigitte Totschnig
- Backhoppning
  - Stora backen herrar: Toni Innauer

### Brons
- Rodel
  - Dubbel herrar: Rudolf Schmid och Franz Schachner

- Backhoppning
  - Normalbacke herrar: Karl Schnabl